# Coupe d'Azerbaïdjan de football 2020-2021
Navigation
Coupe d'Azerbaïdjan 2019-2020 Coupe d'Azerbaïdjan 2021-2022
La Coupe d'Azerbaïdjan 2020-2021 est la 29e édition de la Coupe d'Azerbaïdjan depuis l'indépendance du pays. Elle prend place entre le 24 janvier 2021 et le 28 mai 2021.
Un total de 12 équipes participe à la compétition, cela inclut les huit clubs de la première division 2020-2021 auxquels s'ajoutent quatre équipes du deuxième échelon.
Le vainqueur de la coupe se qualifie pour le deuxième tour de qualification de la Ligue Europa Conférence 2021-2022.
Le Keşla FK sort vainqueur de cette édition, battant le FK Sumgayit en finale pour s'adjuger son deuxième trophée dans la compétition après celui de 2018.

## Premier tour
Le tour préliminaire concerne quatre des huit équipes de la première division auxquelles s'ajoutent les quatre clubs du deuxième échelon.
| Date            | Locaux           | Score | Visiteurs         |
| --------------- | ---------------- | ----- | ----------------- |
| 24 janvier 2021 | Sabail FK (D1)   | 3 - 2 | (D2) Zaqatala PFK |
| 25 janvier 2021 | Turan-Tovuz (D2) | 0 - 2 | (D1) FK Qabala    |
| 25 janvier 2021 | Sabah FC (D1)    | 1 - 2 | (D2) Kapaz PFK    |
| 25 janvier 2021 | Qaradağ FK (D2)  | 0 - 4 | (D1) Zirə FK      |

## Quarts de finale
Les matchs aller sont disputés les 1er et 2 février 2021, et les matchs retour les 6 et 7 février 2021. Les quatre équipes restantes du premier échelon font leur entrée en lice lors de cette phase.
| Équipe 1           | Score  | Équipe 2       | Aller | Retour |
| ------------------ | ------ | -------------- | ----- | ------ |
| FK Sumgayit (D1)   | 2E - 2 | (D2) Sabail FK | 0 - 1 | 2 - 1  |
| Qarabağ FK (D1)    | 6 - 1  | (D1) FK Qabala | 3 - 1 | 3 - 0  |
| Keşla FK (D1)      | 3 - 0  | (D2) Kapaz PFK | 1 - 0 | 2 - 0  |
| Neftchi Bakou (D1) | 0 - 1  | (D1) Zirə FK   | 0 - 1 | 0 - 0  |

## Demi-finales
Les matchs aller sont disputés le 21 avril 2021, et les matchs retour le 29 avril 2021.
| Équipe 1         | Score             | Équipe 2        | Aller | Retour   |
| ---------------- | ----------------- | --------------- | ----- | -------- |
| FK Sumgayit (D1) | 0 - 0 (5 - 4 tab) | (D1) Qarabağ FK | 0 - 0 | 0 - 0 ap |
| Keşla FK (D1)    | 4E - 4            | (D1) Zirə FK    | 1 - 2 | 3 - 2    |

## Finale
| Entraîneur :        |
| Aykhan Abbasov (en) |

| Entraîneur :        |
| Sanan Gurbanov (en) |

| Entraîneur :        |
| Aykhan Abbasov (en) |

| Entraîneur :        |
| Sanan Gurbanov (en) |